# Плам Гроув (Тексас)
Плам Гроув (енгл. Plum Grove) град је у америчкој савезној држави Тексас. По попису становништва из 2010. у њему је живело 600 становника.

## Демографија
Према попису становништва из 2010. у граду је живело 600 становника, што је 330 (35,5%) становника мање него 2000. године.
| Група             | 2000.       | 2010.       |
| Белци             | 827 (88,9%) | 520 (86,7%) |
| Афроамериканци    | 7 (0,8%)    | 2 (0,3%)    |
| Азијати           | 2 (0,2%)    | 0 (0,0%)    |
| Хиспаноамериканци | 80 (8,6%)   | 74 (12,3%)  |
| Укупно            | 930         | 600         |